# Team McMahon
Team McMahon foi um stable de wrestling profissional heel, que atuou pela WWE. Era composto pelo Chairman Vince McMahon e seu filho Shane McMahon. O gurpo às vezes era acompanhado por Umaga. O grupo era referido como The McMahons quando se juntavam os dois membros da poderosa família McMahon.
O grupo iniciou em 2006 e logo teve rivalidade com Shawn Michaels, que foi obrigado a entrar para o "Kiss My Ass" de McMahon. Após, Triple H formou com Michaels a D-Generation X, um grupo melhor que os McMahon. Umaga juntou-se ao grupo a partir da WrestleMania 23, onde ocorreu a "Batalha dos Bilionários", onde McMahon e Umaga perderam para Bobby Lashley e Donald Trump. A equipe terminaria no One Night Stand, quando McMahon, que acabara de conquistar o Título da ECW, perde-o para Lashley.

## Títulos
- WWE
  - ECW Championship (1 vez) - Vince McMahon
  - WWE Intercontinental Championship (2 vezes) - Umaga